# Genial
Genial fou el primer duc de Vascònia (llatí Wasconia després deformat a Gascunya).
El 602 i 607 els reis merovingis Teodobert II i Teodoric II reuniren forts exercits per combatre els vascons que finalment van haver de pagar tributs i acceptar l'autoritat reial. El rei va nomenar com a dux de Wasconia a Genial, que governaria sobre els vascons i gal·loromans de la Novempopulania. Sembla que aquest Genial va aconseguir governar en pau segons diu Fredegari a la "Crònica General" i va acabar sent ben acceptat pels vascons.
Va morir vers el 626 o 627 el va succeir Aichinà o Aighí.